# Bạn gái tôi là Hồ ly
Bạn gái tôi là Hồ ly (tiếng Hàn: 내 여자친구는 구미호; Romaja: Nae Yeojachinguneun Gumiho; là một bộ phim hài tình cảm Hàn Quốc 2010 với sự tham gia của Lee Seung Gi và Shin Min-ah. Phim chiếu trên kênh SBS từ ngày 11 tháng 8 đến 30 tháng 9 năm 2010 vào mỗi thứ tư và 5 lúc 21:55 gồm 16 tập.
Tại Việt Nam, phim được TVM Corp. mua bản quyền và phát sóng trên kênh HTV3.

## Nội dung
Gumiho (Shin Min-ah) là một Hồ Ly 9 đuôi sống từ 500 năm trước, thường xuất hiện với vẻ đẹp của 1 mỹ nhân sắc nước hương trời. Cô được Tam thần Bà Bà hứa sẽ để cô sống cuộc sống người thường nếu cô tìm được tân lang yêu cô thật lòng. Dù mọi đàn ông đều đổ gục trước cô, nhưng lo sợ tin đồn Hồ Ly ăn gan để hóa thành người, không ai dám đến cưới cô cả. Gumiho chờ đợi trong tuyệt vọng, do đó Tam thần đã nhốt cô vào 1 bức tranh để tránh việc cô đi xuống trần gian. Gumiho âm thầm tồn tại trong 1 ngôi miếu cổ, không ai biết đến.
500 năm sau, Cha Dae Woong (Lee Seung-gi), một anh chàng bốc đồng và vô trách nhiệm, do tranh cãi với ông nội mà bỏ nhà đi. Gặp trời mưa, anh vô tình đi lạc đến ngôi miếu nọ. Do bị Gumiho dọa và sợ ma, anh làm theo mọi chỉ dẫn của Gumiho. Dae Woong vô tình giải phong ấn cho Gumiho. Anh bỏ chạy sau đó và gặp tai nạn chết người. Gumiho nhớ ơn giải thoát, đã đưa tiên đơn vào cơ thể Dae Woong, giúp anh bình an vô sự.
Từ khi đó, Gumiho quyết định đi theo Dae Woong. Dae Woong liên tục xua đuổi cô gái lạ cứ bám riết mình, cho rằng cô bị điên, nhưng đi đâu Gumiho cũng tìm thấy anh. Vào đêm trăng tròn, Gumiho đã bộc lộ thân phận thật sự và đã lấy lại tiên đơn. Dae Woong lập tức bất tỉnh, nhưng Gumiho lại quay lại cứu anh thêm lần nữa. Trải qua nhiều chuyện buồn vui xích mích, vừa giúp Miho (tên Dae Woong đặt cho Hồ Ly) làm quen cuộc sống hiện đại, vừa che giấu năng lực kì lạ của cô, vừa giải quyết các mối quan hệ của mình, Dae Woong đã yêu Miho từ khi nào không hay. Tình yêu của họ đầy trắc trở vì có những kẻ chen ngang tìm cách chia rẽ, nhưng cuối cùng họ đã được ở bên nhau trọn đời.

## Các nhân vật
- Lee Seung Gi vai Cha Dae Woong, một diễn viên trẻ chưa trưởng thành nhưng đầy tham vọng, mồ côi cha mẹ khi còn rất nhỏ, được nuôi nấng dạy bảo bởi ông nội và người cô rất giàu có của mình. Khi ông nội của anh cố gắng xếp anh vào trong một trường nội trú chặt chẽ, Dae Woong đã chạy trốn và cuối cùng dừng chân tại một ngôi chùa hẻo lánh. Vào 1 đêm mưa gió, anh lạc đến một ngôi miếu hoang, nơi Gumiho bị phong ấn. Gumiho đã dọa anh, yêu cầu anh phải vẽ chín đuôi trên một bức tranh của một con cáo. Anh đã vẽ và mở phong ấn giúp Hồ ly. Sợ hãi, anh bỏ chạy và rơi xuống vách núi. Gumiho đã cứu anh sống lại. Từ đó anh bị Gumiho bám đuôi. Trong đầu anh luôn sợ hãi Hồ Ly sẽ ăn thịt mình nên anh luôn tìm cách chạy trốn nhưng đều không thành. Anh luôn phải mua thịt bò nuôi Hồ Ly (thịt bò Hàn Quốc nói riêng, yêu thích của cô) và che giấu sự thật rằng cô ấy là một gumiho với những người khác. Dae Woong có tình cảm với Eun Hye-In, nhưng vì bảo vệ Gumiho mà anh chấp nhận từ bỏ tình cảm của mình. Dae Woong đã dạy Gumiho cách sống của người hiện đại, giúp cô tìm việc làm, bảo vệ cô, và anh đã yêu gumiho từ khi nào không hay. Anh chấp nhận hi sinh cả mạng sống để cứu Gumiho, tuy không thành công nhưng sự chung tình của anh đã đưa người anh yêu trở lại. Kết phim là 1 kết thúc có hậu cho cả hai người.
- Shin Min-ah vai Gu Mi-ho / Park Seon-ju / Gil-dal, một con cáo chín đuôi (hoặc "gumiho" trong thần thoại Hàn Quốc), người bị phong ấn bên trong một bức tranh 500 năm. Cô mơ ước trở thành con người trong nhiều thế kỷ, nhưng một khi tin đồn lan truyền rằng cô ấy là một hồ ly ăn gan của đàn ông, không có người đàn ông nào dám đồng ý kết hôn với cô. Cô có sức mạnh siêu nhiên, có thể chạy rất nhanh, nhảy rất cao, và có thể xác định người dân và các đối tượng từ khoảng cách rất xa bởi mùi. Tuy nhiên, cô ấy sợ hãi những nơi nhiều nước, vì cô được sinh ra từ yêu tinh lửa. Nếu ở những nơi như thế mà không có tiên đan, tất cả các phép thuật của cô sẽ vô tác dụng và ngoại hình của cô sẽ bị biến đổi.

Sau khi Dae Woong gần như tử vong khi ngã xuống một vách đá, cô đưa cho anh tiên đan của mình để duy trì mạng sống. Gumiho ngây thơ thuần khiết như trẻ sơ sinh, xinh đẹp tuyệt vời, nên Dae Woong luôn tìm cách ngăn cách cô với những người đàn ông khác. Cô rất thích ăn thịt bò, thịt gà, nước có gas và bia. Miho cũng thích Dae Woong ngay từ lần đầu. Cô tìm mọi cách để sống như một người bình thường. Dần dần, qua nhiều biến cố, cô đã có được tình cảm của Dae Woong. Sau khi phát hiện một trong hai người là cô hoặc Dae Woong phải chết, cô đã nhường sự sống cho người yêu và tan biến. Nhưng vì cô đã tìm được người yêu cô thật lòng, nên Tam thần đã cho cô trở lại trần gian sống cùng Dae Woong mãi mãi.

## Đánh giá
| Ngày       | Tập        | Toàn quốc    | Seoul        |
| ---------- | ---------- | ------------ | ------------ |
| 11-8-2010  | 1          | 12.7% (6)    | 13.0% (6)    |
| 12-8- 2010 | 2          | 12.6% (8)    | 13.1% (8)    |
| 18-8-2010  | 3          | 14.6% (6)    | 14.9% (6)    |
| 19-8-2010  | 4          | 14.1% (7)    | 14.0% (7)    |
| 25-8-2010  | 5          | 14.0% (6)    | 14.1% (6)    |
| 26-8-2010  | 6          | 14.2% (8)    | 14.1% (8)    |
| 1-9-2010   | 7          | 13.4% (9)    | 13.4% (9)    |
| 2-9-2010   | 8          | 13.4% (12th) | 13.6% (12th) |
| 8-9-2010   | 9          | 13.2% (9)    | 12.8% (9)    |
| 9-9-2010   | 10         | 12.3% (11)   | 12.6% (11)   |
| 15-9-2010  | 11         | 13.0% (9)    | 12.8% (9)    |
| 16-9-2010  | 12         | 10.7% (11)   | 10.4% (11)   |
| 23-9-2010  | 13         | 20.9% (1)    | 21.3% (1)    |
| 23-9-2010  | 14         | 20.9% (1)    | 21.3% (1)    |
| 29-9-2010  | 15         | 18.6% (3)    | 18.6% (3)    |
| 30-9-2010  | 16         | 21.3% (2)    | 21.0% (2)    |
| Trung bình | Trung bình | 15%          | 15%          |

Nguồn: TNS Media Korea 

## Giải thưởng và đề cử
| Năm  | Giải                             | Thể loại                                             | Người nhận                      | Kết quả   | Ref         |
| ---- | -------------------------------- | ---------------------------------------------------- | ------------------------------- | --------- | ----------- |
| 2010 | MelOn Music Awards               | Bonsang - Top 10 nghệ sĩ                             | "Losing My Mind" - Lee Seung Gi | Đoạt giải | [ 4 ] [ 5 ] |
| 2010 | MelOn Music Awards               | OST hay nhất                                         | "Losing My Mind" - Lee Seung Gi | Đoạt giải | [ 4 ] [ 5 ] |
| 2010 | SBS Drama Awards                 | Giải xuất sắc nhất, Diễn viên trong phim đặc biệt    | Lee Seung Gi                    | Đoạt giải | [ 6 ]       |
| 2010 | SBS Drama Awards                 | Giải xuất sắc nhất, Nữ diễn viên trong phim đặc biệt | Shin Min-ah                     | Đoạt giải | [ 6 ]       |
| 2010 | SBS Drama Awards                 | Giải ngôi sao mới                                    | No Min-woo                      | Đoạt giải | [ 6 ]       |
| 2010 | SBS Drama Awards                 | Top 10 ngôi sao                                      | Lee Seung Gi                    | Đoạt giải | [ 6 ]       |
| 2010 | SBS Drama Awards                 | Top 10 ngôi sao                                      | Shin Min-ah                     | Đoạt giải | [ 6 ]       |
| 2010 | SBS Drama Awards                 | Giải cặp đôi tuyệt nhất                              | Lee Seung Gi và Shin Min-ah     | Đoạt giải | [ 6 ]       |
| 2011 | Seoul International Drama Awards | Phim Hàn Quốc nổi bật                                | Bạn gái tôi là Hồ ly            | Đề cử     | [ 7 ]       |
| 2012 | USTv Students' Choice Awards     | Best Foreign Soap Opera                              | Bạn gái tôi là Hồ ly            | Đoạt giải | [ 8 ]       |

## Truyền hình quốc tế
- Philippines: Chiếu trên ABS-CBN bắt đầu từ 9 tháng 5 năm 2011 4:45 chiều sau Frijolito trên ABS-CBN."
- Trung Quốc: Chiếu trên PPS.tv và Sohu News bắt đầu từ 11 tháng 8 năm 2010.[9]
- Nhật Bản: Chiếu trên TBS từ thứ 2 đến thứ 6 lúc 10:05 sáng. bắt đầu từ 21 tháng 4 năm 2011.[10]
- Indonesia: Chiếu trên LBS TV từ thứ 2 đến thứ 6 lúc 2:00 chiều bắt đầu từ 1 tháng 7 năm 2013.